# Materiálová derivace
Uvažujme určitou fyzikální veličinu Φ spjatou s hmotnou částicí kontinua, která je obecně proměnná v čase. Podle uvažovaného popisu (lagrangeovského i eulerovského), lze definovat následující derivace:

## Lokální derivace
{\displaystyle {\frac {\delta \Phi }{\delta t}}={\frac {\partial \Phi (y,t)}{\partial t}}},
kde y značí prostorovou souřadnici. Tato derivace charakterizuje změnu veličiny Φ v pevném bodě prostoru.

## Materiálová derivace
{\displaystyle {\frac {D\Phi }{Dt}}={\frac {\partial \Phi (x,t)}{\delta t}}}
tato derivace značí změnu Φ dané hmotné částice. V této rovnosti x značí materiálovou souřadnici a je pevné (x=(x1,x2,x3)).
Mezi oběma derivacemi existuje vztah, který získáme užitím transformačního vztahu popisujícího pohyb kontinua a vyjadřujícího časovou závislost mezi oběma souřadnicovými systémy:: yi=yi(x1,x2,x3,t) (uvažujme pouze kartézský souřadnicový systém). Platí
{\displaystyle {\frac {D\Phi }{Dt}}={\frac {\partial \Phi (y,t)}{\partial t}}+{\frac {\partial \Phi }{\partial y^{i}}}{\frac {\partial y^{i}}{\partial t}}={\frac {\partial \Phi }{\partial t}}+{\frac {\partial \Phi }{\partial y^{i}}}v^{i}},
kde jsme derivaci: {\displaystyle \partial y^{i}/\partial t} označili, jak je to běžné, jako rychlost dané částice kontinua.